# Tabal (instrumento)

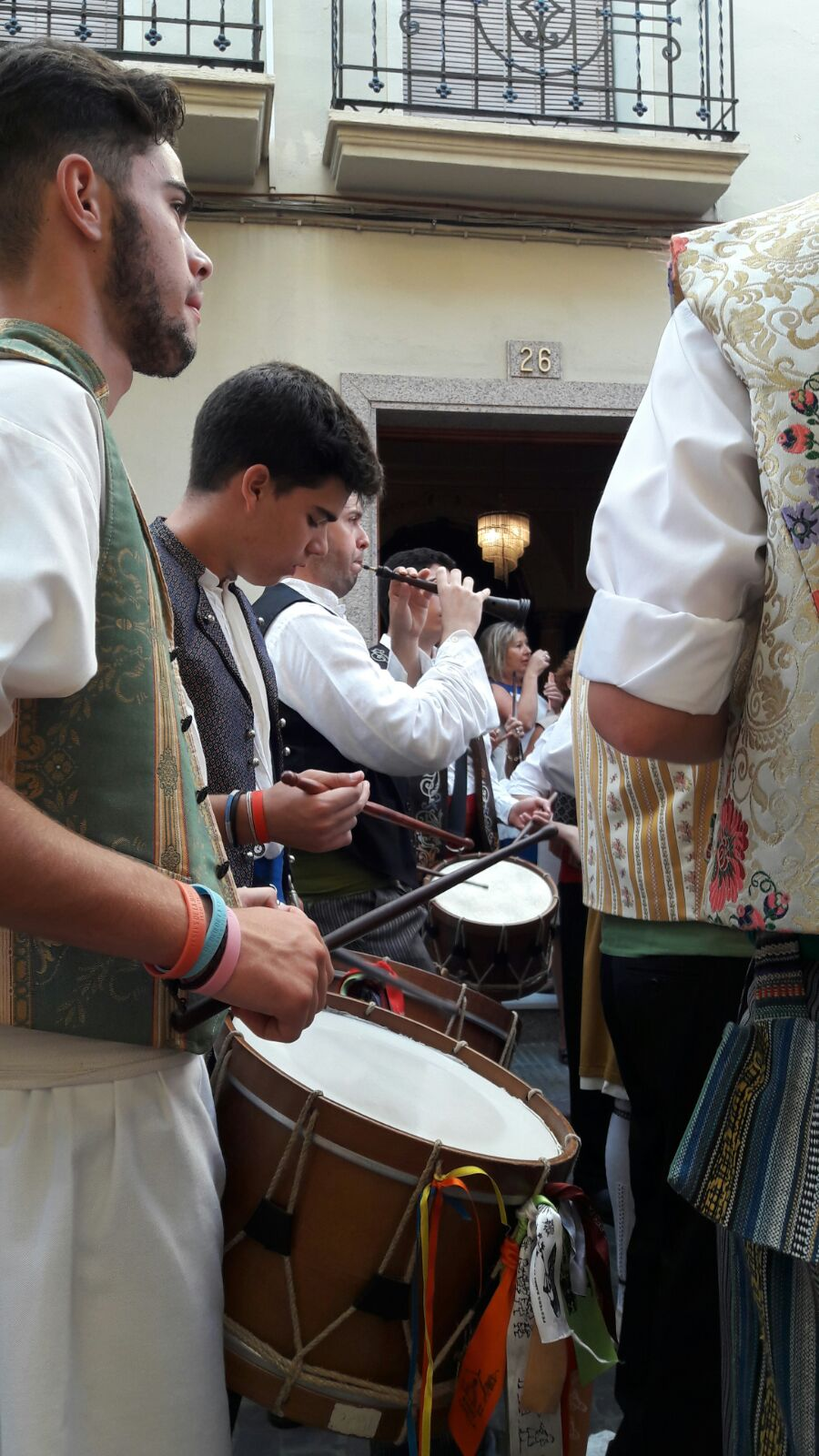
"Tabalers" de Algemesí, Valencia, junto a "dolçainers" acompañando la muixeranga durante las Fiestas de la Virgen María de la Salud de Algemesí

El tabal o tabalet es un instrumento musical de percusión de forma cilíndrica, con dos membranas –normalmente de cuero–, que emite un sonido indeterminado. Hay de todos los tamaños, aunque el tabalet es generalmente un tambor de dimensiones medianas, que se puede colgar al cuello, lo cual permite integrarse  cómodamente en pasacalles y otros acontecimientos a la calle, como por ejemplo la muixeranga. El músico del tabal o el tabalet es un tabaler o tabaleter.
Para el Instituto de Estudios Catalanes tanto tabal como tambor son sinónimos de Tamboril El tabalet hace pareja con la dulzaina en la interpretación del Canto valenciano y ambos son instrumentos útiles para amenizar musicalmente cualquier fiesta en la calle. El tambor es más grande que el tabal y acompaña la gralla a la música de castells. A las coblas de sardanas el instrumento de percusión es el tamboril, que acompaña el flabiol.

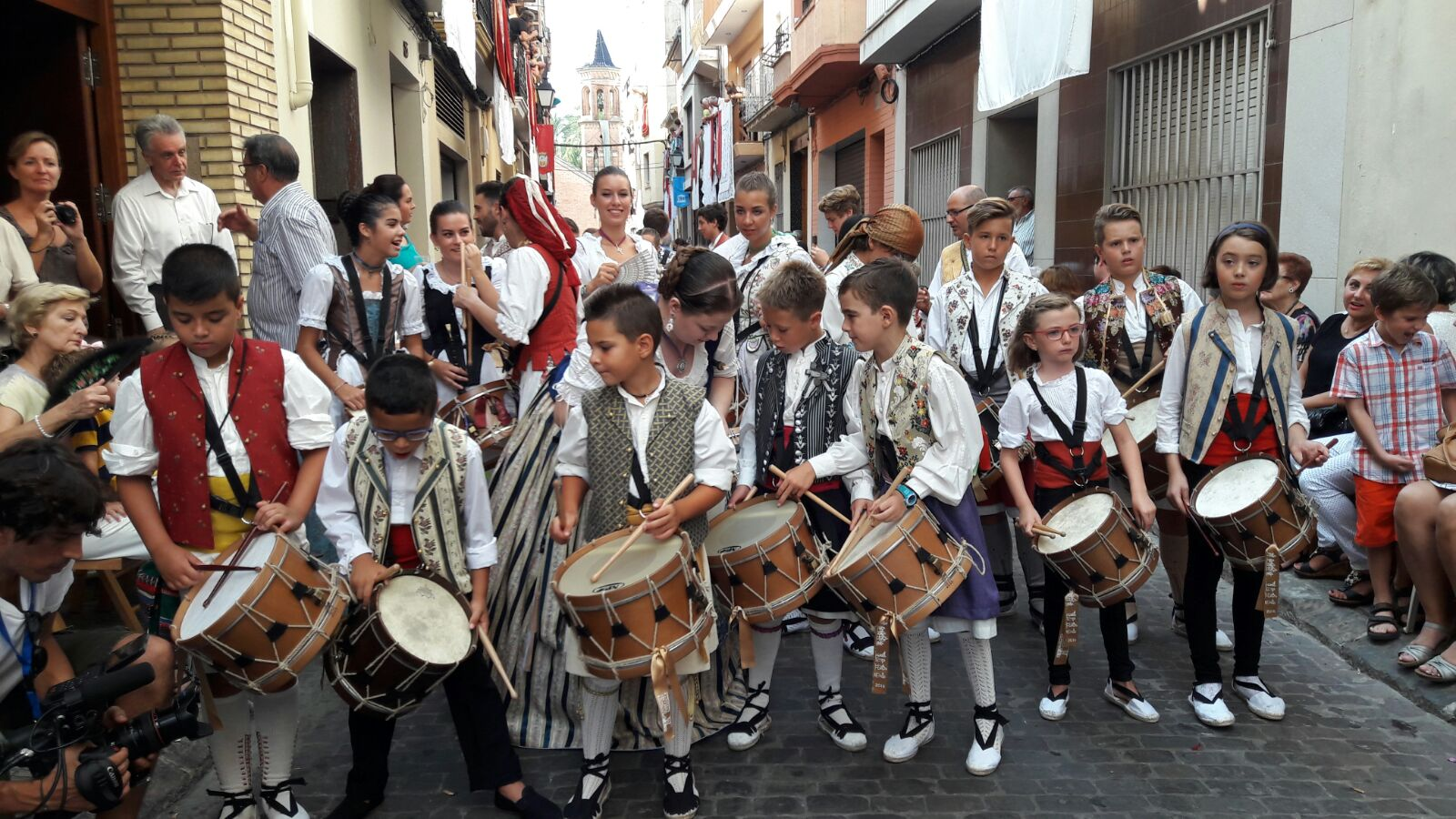
Jóvenes tabaleters durante las Fiestas de la Virgen María de la Salud de Algemesí